# Laverton, Victoria
Laverton är en ort i Australien. Den ligger i kommunen Hobsons Bay och delstaten Victoria, omkring 18 kilometer väster om delstatshuvudstaden Melbourne.
Trakten är tätbefolkad. Närmaste större samhälle är Melbourne, omkring 18 kilometer öster om Laverton. Genomsnittlig årsnederbörd är 971 millimeter. Den regnigaste månaden är juni, med i genomsnitt 115 mm nederbörd, och den torraste är januari, med 34 mm nederbörd.